# 沖縄県道11号線
沖縄県道11号線（おきなわけんどう11ごうせん）は沖縄県豊見城市字上田と那覇市古波蔵とを結ぶ一般県道。都市計画道路ではこの道路に豊見城中央線という路線名がついている。

## 区間
- 起点：豊見城市字上田（沖縄県道7号奥武山米須線・沖縄県道256号豊見城糸満線）
- 終点：那覇市古波蔵（国道507号）
- 総延長：4.23km
- 実延長：4.18km

### 通過自治体
- 豊見城市 - 那覇市

### 交差する路線
- 沖縄県道7号奥武山米須線（起点）
- 沖縄県道249号東風平豊見城線（起点 - 豊見城市高安）
- 沖縄県道256号豊見城糸満線（起点、2017年3月まで沖縄県道68号線だった）
- 国道329号（豊見城市真玉橋）
- 国道507号（終点）

### 重複路線
- 沖縄県道249号東風平豊見城線（起点で県道256号からそのまま重複 - 豊見城市高安）

### バイパス・主要施設
- バイパス（豊見城市高安 - 那覇市古波蔵）
- 真玉橋（豊見城市と那覇市の市境）
- 爬龍橋（同・バイパス）
- 漫湖（ラムサール条約指定・爬龍橋上）
- マックスバリュとよみ店（豊見城市根差部）
- 沖縄協同病院（豊見城市真玉橋）

### 路線バス
那覇バスの与根線（45番）が全区間通っており、豊見城高校経由の場合は真玉橋ではなく、バイパスの爬龍橋を通る（その前に国道329号の那覇東バイパスを通る）。また琉球バス交通の豊見城市内一周線（105番）が嘉数のわずかな区間のみ通っている。

## 歴史・特徴
- 1953年（昭和28年）に琉球政府道11号線として指定、1972年（昭和47年）の本土復帰と同時に県道11号線となった。
- この路線は豊見城市中心部から那覇市街方面へ向かう数少ない道路だが、那覇市のベッドタウンで人口増大が進み、那覇方面に向けて大渋滞する。このため那覇方面に向かうバイパスが1994年（平成6年）の爬龍橋開通で全線開通した。国道329号の那覇東バイパスとあわせ、那覇方面へ向かう道路は2本となった。また現道を現在の2車線から4車線に計画されているが、道路沿いにも建物が並んでいるため進んでおらず、現在4車線になっているのはいずれも架け替えされた起点近くの橋と真玉橋のみである。